# Mandalgovĭ
Mandalgovĭ (parfois écrit Mandal Gobi) est une ville de la région de Dundgovi au centre de la Mongolie, située à environ 300 km au sud de la capitale, Oulan-Bator.
Sa population était de 14 517 habitants en 2000.